# フェルナンド・アブランテス
フェルナンド・フロム＝アブランテス （Fernando Fromm-Abrantes、Fernando Abrantes,  1960年- 、 ）は、ドイツとポルトガルの音楽プロデューサー兼ミュージシャン。
エレクトロニック/実験的なポップバンドクラフトワークの元メンバー/キーボード奏者 。彼はリスボンに住んでおり、同地で音楽制作スタジオを所有。 彼はドイツ語、ポルトガル語、英語に堪能。

## バックグラウンド
リスボンのドイツ語学校に通った後、デュッセルドルフでクラフトワークのメンバーであるフリッツ・ヒルパートとヘニング・シュミッツと共に音楽と電子工学を学ぶ。
1985年から1986年までドイツの歌手であるサンドラのキーボーディストとしていくつかのライブに参加。「マリアマグダレナ」をヒットさせた。
電子パーカッショニストでソングライターのカール・バルトス脱退直後に、アルバム『THE MIX』の制作中である1990/1991年冬にクラフトワークに参加。『THE MIX』の英国ツアー10公演で演奏。当時のプロモーション写真やアルバムに付いていた小冊子や『ロボット』（The Robots）のミュージックビデオで当時ライブでのパフォーマンスに使われていた彼の顔がついたロボットの姿も確認できる。またドイツの人気番組『メンシュ・マイヤー』でバンドのメンバーと共に『The Robots』を演奏していた。
バンドの共同創立者でリーダーであるラルフ・ヒュッターとのバンドの芸術的方向性の相違により、アブランテスはすぐにクラフトワークを去り、今日までバンドに残っているクリング・クラングスタジオのエンジニア、ヘニング・シュミッツに取って代わられた。
アブランテスは、リスボン国際博覧会公式音楽のプロデューサーの1人である。